# Église catholique en Israël
L'Église catholique en Israël (en hébreu : הכנסייה הקתולית בישראל), désigne l'organisme institutionnel et sa communauté locale ayant pour religion le catholicisme en Israël. 
L'Église catholique en Israël est sous la juridiction de sept circonscriptions ecclésiastiques qui ne sont pas soumises à une juridiction nationale au sein d'une Église nationale mais sont soumises à la juridiction universelle du pape, évêque de Rome, au sein de l'« Église universelle ».
En étroite communion avec le Saint-Siège, les évêques des juridictions en Israël sont membres de deux instances de concertation :
- L'Assemblée des ordinaires catholiques de Terre Sainte ;
- La Conférence des évêques latins dans les régions arabes.

L'Église catholique est autorisée en Israël,.
L'Église catholique est une communauté religieuse minoritaire de ce pays.

## Législation en matière religieuse
Dans la Déclaration d'indépendance en 1948, le judaïsme n'est pas officiellement déclaré comme la religion d'État d'Israël qui est un État séculier aux institutions laïques, reprenant le common Law du Royaume-Uni : « L'État d'Israël assurera une complète égalité de droits à tous ses citoyens, sans distinction de croyance, de race ou de sexe; il garantira la pleine liberté de culte; il assurera la sauvegarde et l'inviolabilité des Lieux saints et des sanctuaires de toutes les religions et respectera les principes de la Charte des Nations unies », autorisant ainsi la liberté de religion et donc l'Église catholique.
Cependant, si Israël n'est pas un État théocratique, il se proclame officiellement juif, ethniquement et religieusement, avec des règles talmudiques juives (telles les lois relatives au mariage et au divorce, l’observance du sabbat, la nourriture casher, etc.) et subventionne l'Alya (retour) des juifs étrangers, ainsi que les écoles religieuses des ultra-orthodoxes qui sont exemptés de service militaire, tout comme les Druzes. 
Il n’y a pas de mariage civil, mais qu'un mariage religieux qui cependant reconnait le mariage civil célébré à l’étranger mais ne reconnait pas le mariage interreligieux entre juif et non-juif.
Seuls les convertis au judaïsme orthodoxe peuvent se marier, divorcer ou être enterrés dans les cimetières juifs en Israël contrairement aux convertis au judaïsme réformiste ou au judaïsme conservateur.

## Catholicisme
L'Église catholique utilise six rites liturgiques en Israël :
- Le rite romain, utilisé par trois circonscriptions ecclésiastiques de l'Église latine :
  - Le patriarcat latin de Jérusalem comprenant :
    - Le Vicariat patriarcal de Jérusalem (cs) comprenant : Jérusalem, Jérusalem-Est, la Palestine et la Cisjordanie;
    - Le reste d'Israël se trouve dans le Vicariat patriarcal de Nazareth (cs);

  - Le Golan se trouve dans le vicariat apostolique d'Alep;
- Le rite oriental, utilisé par quatre Églises catholiques orientales :
  - Le rite melkite de l'Église grecque-catholique melkite :
    - L'archéparchie de Jérusalem des Melkites ;
    - L'archéparchie de Saint-Jean-d'Acre (en) ;

  - Le rite maronite de l'Église catholique maronite :
    - L'archiéparchie de Haifa et de la Terre Sainte ;
    - L'exarchat patriarcal de Jérusalem et de Palestine (en) ;

  - Le rite chaldéen, utilisé dans le territoire dépendant du Patriarche chaldéen de Babylone (Jérusalem) de l'Église catholique chaldéenne;
  - Le rite arménien, utilisé dans l'archiéparchie de Jérusalem et du Mont d'Amman de l'Église catholique arménienne;
  - Le rite syriaque occidental, utilisé dans l'exarchat patriarcal de Jérusalem de l'Église catholique syriaque.
  - Le rite copte du patriarcat de l'Église catholique copte.

## Organisation et Institutions
L'Église catholique en Israël et dans les territoires palestiniens est organisée en 10 juridictions territoriales distinctes, à savoir sept Églises (l'Église latine et six Églises catholiques orientales) et trois juridictions particulières : 

### Diocèses
- Le patriarcat latin de Jérusalem de l'Église latine (43 paroisses en trois juridictions):
  - Trois juridictions arabophones et hébréophone :
    - Le vicariat patriarcal de Jérusalem (cs) comprenant : Jérusalem, Jérusalem-Est, la Palestine et la Cisjordanie ;
    - Le reste d'Israël se trouve dans le vicariat patriarcal de Nazareth;
    - Le Golan se trouve dans le vicariat apostolique d'Alep;

  - Le patriarcat latin dispose de 8 aumôneries linguistiques et 7 centres pastoraux ethniques : le vicariat Saint-Jacques[10] hébréophone (en hébreu : הקהילה הקתולית הדוברת עברית בישראל) dirigé par le père Rafic Nahra et organisé en 4 communautés locales (Jérusalem, Tel-Aviv, Haïfa, Beer-Sheva)[11], 2 germanophones, 1 anglophone, 1 francophone, 2 communautés philippines, 2 communautés russes, 1 communauté africaine, 1 communauté polonaise, et 1 communauté roumaine.

- Deux Églises catholiques orientales :
  - L'Église melkite dispose de 43 paroisses réparties en deux juridictions :
    - L'archéparchie de Jérusalem des Melkites [12];
    - L'archéparchie de Saint-Jean-d'Acre (en) (Akka, Tolemaide);

  - L'Église maronite dispose de 14 paroisses réparties en deux juridictions :
    - L'archiéparchie de Haifa et de la Terre Sainte ;
    - L'exarchat patriarcal de Jérusalem et de Palestine (en).

### Deux exarchats patriarcaux
- Une paroisse l'église Notre-Dame du Spasme de l'Exarchat patriarcal arménien catholique de Jérusalem et d'Amman.
- Deux paroisses, l'église Saint-Thomas de Jérusalem et l'église Saint Joseph à Bethléem de l'Exarchat patriarcal syriaque catholique de Jérusalem.

### Autres juridictions
- Le territoire dépendant du Patriarche chaldéen de Babylone (Jérusalem) de l'Église catholique chaldéenne;
- Une représentation du patriarcat de l’Église catholique copte.

### Juridictions particulières
L'Église catholique en Israël et dans les territoires palestiniens dispose de trois juridictions particulières :
- La Custodie franciscaine de Terre sainte : elle prend soin de la plupart des lieux saints et des sanctuaires chrétiens sous la juridiction de l'Église catholique;
- L'institut pontifical du centre Notre-Dame de Jérusalem : elle est une prélature territoriale sous la juridiction directe du Saint-Siège, en délégation depuis novembre 2004 à la Légion du Christ qui prend soin de ce lieu saint œcuménique et d'une auberge pour pèlerins[13],[14],[15];

- La prélature personnelle de l'Opus Dei a un petit vicariat régional à Jérusalem. Ses membres sont sous la juridiction de la prélature, bien qu'aucun territoire ne le soit[16].

Le Saint-Siège est représenté par :
- le nonce apostolique à Jaffa-Tel-Aviv pour Israël;
- le délégué apostolique à Jérusalem pour la Palestine.

### Nonce apostolique en Israël, Palestine et Chypre
- Andrea Cordero Lanza di Montezemolo † (28 juin 1994 - 7 mars 1998, nonce apostolique nommé en Italie (en) et à Saint-Marin (en));
- Pietro Sambi † (6 juin 1998 - 17 décembre 2005, nonce apostolique aux États-Unis et observateur permanent du Saint-Siège auprès de l'Organisation des États américains (en));
- Antonio Franco (21 janvier 2006 - 2012 à la retraite);
- Giuseppe Lazzarotto (18 août 2012 - 28 août 2017 à la retraite);
- Leopoldo Girelli, depuis le 13 septembre 2017.

### Instituts religieux
Il y a 1 764 membres d'ordres religieux et d'instituts de vie consacrée en Israël et dans les territoires palestiniens.
La plus ancienne d'entre elles est la custodie franciscaine de Terre sainte, établie comme province en 1217. 
Elles sont représentées par le Comité des religieux de Terre-Sainte et par l'Union des supérieures religieuses des femmes en Terre-Sainte.  
L'Ordre équestre du Saint-Sépulcre de Jérusalem, qui s'inspire des Croisades a été recréé par volonté papale (malgré les dires du Vatican) en 1847.

### Instituts scolaires, médicaux et sociaux
Il y a:
- 9 organisations caritatives et humanitaires;
- 7 hôpitaux;
- 7 centres pour handicapés;
- 6 orphelinats;
- 5 foyers pour personnes âgées.

Il existe en outre plusieurs universités et 71 écoles primaires et secondaires.
Caritas Jérusalem est enregistré en Israël, mais travaille principalement dans les Territoires palestiniens occupés.

## Ecclésia
Dans une population de 8,2 millions d'habitants où 74,7% appartiennent au judaïsme, 17,7 % à l'Islam, et 1,6 % aux Druzes, l'Église catholique est une communauté religieuse minoritaire avec environ 140 000 catholiques (1,2 %), avant les Orthodoxes (0,4 %) et les Protestants (0,4 %).   
Les catholiques les plus nombreux sont les orientaux (115 000) dont les melkites (64 400) et les maronites (11 270), puis les latins (32 200),.    
Environ 85 % des catholiques en Israël et dans les territoires palestiniens sont arabophones.   
Les régions « les plus chrétiennes » d'Israël sont la Galilée, où sont concentrées 90 000 personnes, le district de Haïfa (22 000) et Jérusalem (16 000).